# سکاندریلیا
سکاندریلیا (به ایتالیایی: Scandriglia) یک کومونه در ایتالیا است که در استان ریتی واقع شده‌است. سکاندریلیا ۶۳٫۰ کیلومتر مربع مساحت و ۳٬۰۰۶ نفر جمعیت دارد و ۵۳۵ متر بالاتر از سطح دریا واقع شده‌است.